# Jardel
Mário Jardel Almeida Ribeiro, conhecido como Mário Jardel (em Portugal) ou simplesmente Jardel (no Brasil) (Fortaleza, 18 de setembro de 1973), é um ex-futebolista brasileiro que atuava como centroavante.
Famoso pelos seus gols lendários de cabeça, é ídolo no Grêmio, onde foi campeão e artilheiro da Copa Libertadores da América de 1995. Teve ainda uma passagem marcante pelo futebol português, onde jogou pelo FC Porto e Sporting, fixando-se como um dos maiores artilheiros mundiais na sua geração e recebendo o prêmio Chuteira de Ouro da UEFA como maior artilheiro do futebol europeu em 1999 e 2002.

## Carreira

### Vasco da Gama
Jogador formado nas escolinhas do Ferroviário, Jardel destacou-se nos juvenis do clube e, antes de ser profissional, despertou o interesse do Vasco da Gama, que adquiriu o seu passe por 27.500 dólares, em 1993. No clube carioca, conquistou o bicampeonato brasileiro de juniores.
Na mesma época, participou do Mundial Sub-21, na Austrália, pela Seleção Brasileira, sagrando-se campeão. De volta ao Brasil, assinou o seu primeiro contrato profissional com o Vasco, embora seguisse atuando junto a forte equipe de juniores formada em São Januário.
Em 1993, foi o artilheiro da Taça Belo Horizonte de Juniores, com onze gols, e da Copa São Paulo de Juniores, com nove gols.
Revezando entre o time de juniores e o profissional, os seus primeiros títulos como profissional, ainda atuando como reserva, foram os Campeonato Carioca de 1992 e Campeonato Carioca de Futebol de 1993. Na reta final do Campeonato Carioca de 1994, Jardel ganhou finalmente a titularidade. Carente de atacantes após a morte prematura de Dener, o técnico Jair Pereira apostou no então jovem atacante, que acabou o torneio com 17 gols, foi autor de dois deles na final diante do Fluminense e garantiu o inédito Tricampeonato estadual do clube!
Conquistando o título e a artilharia, chamou a atenção do Grêmio, que na época voltava a ser protagonista no futebol nacional após a conquista da Copa do Brasil no ano anterior. Acabou emprestado ao clube gaúcho, onde integrou a extensa lista de reforços da equipe tricolor que disputaria a Libertadores da América em 1995.

### Grêmio

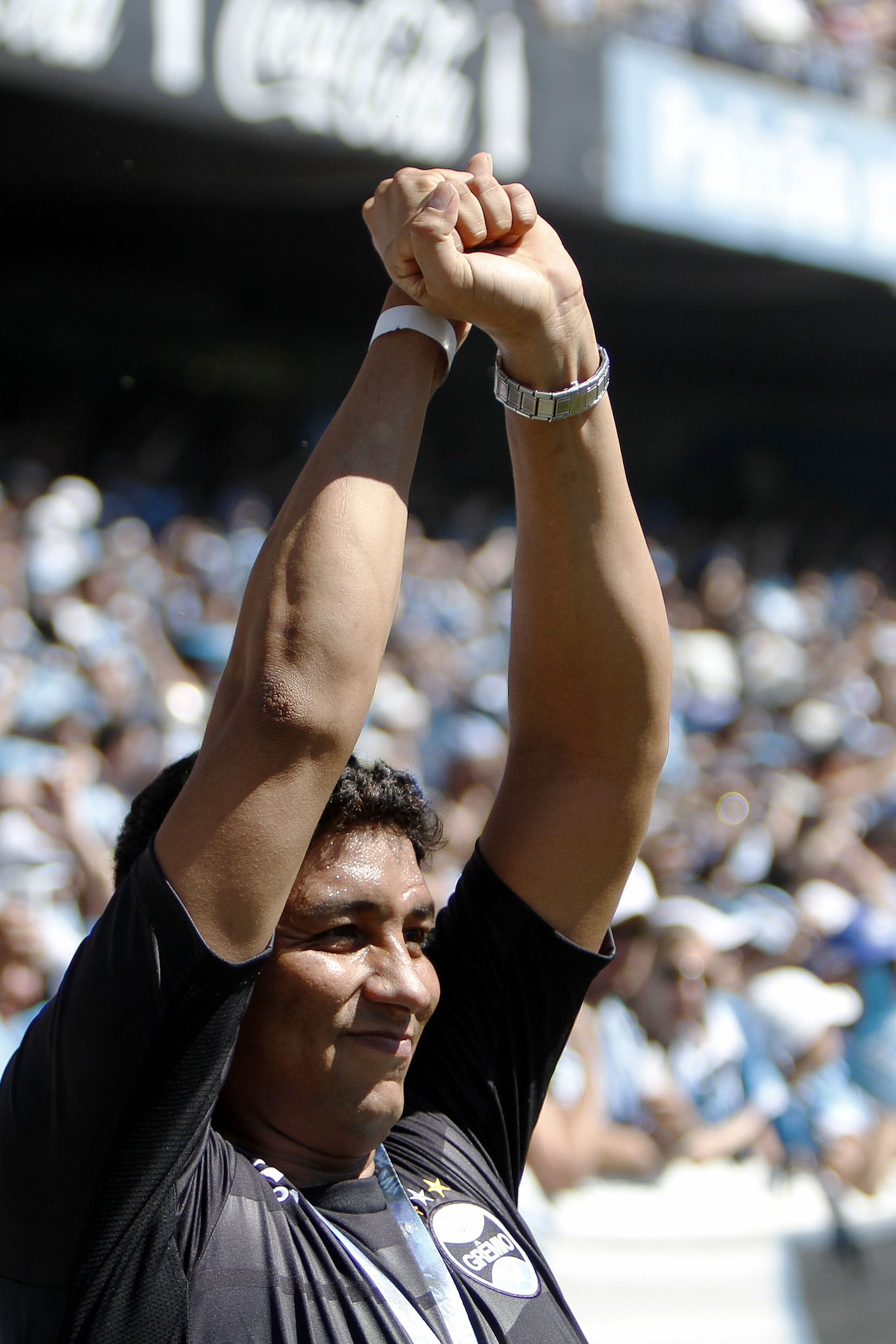
Jardel durante homenagem do Grêmio aos seus jogadores em 2012.

No Sul do Brasil, Jardel caiu nas graças da torcida e do técnico, Felipão, que montou um esquema tático especial para o atacante. Formando uma dupla de ataque afiada com o veloz Paulo Nunes e contando com os cruzamentos precisos de Francisco Arce e Roger, Jardel fez correr o mundo a sua fama de bom cabeceador, na campanha que deu ao Grêmio o seu segundo continental. Terminou a competição como artilheiro, com doze gols.
No final daquele ano, ainda seria vice-campeão intercontinental pelo Grêmio, sendo derrotado nos pênaltis pelo Ajax de Edgar Davids, Clarence Seedorf e Edwin van der Sar. No ano seguinte, Jardel sagrou-se campeão da Recopa Sul-Americana ao vencer o Independiente por 4–1, marcando o terceiro gol da sua equipe.
Para ficar em definitivo com o jogador, o Grêmio teria de pagar 1.275 milhão de dólares ao Vasco até 18 de agosto de 1995, valor considerado alto para a época. A diretoria do clube conseguiu arrecadar somente 10% deste valor através da campanha "Fica Jardel".
Após conseguir comprar o jogador com empréstimo de investidores como Jorge Gerdau Johannpeter, o Grêmio acertou a sua venda em novembro de 1995 ao Rangers, da Escócia, por US$ 4,5 milhões. Porém, o jogador não conseguiu passaporte europeu e em fevereiro de 1996 retornou ao Grêmio.
O artilheiro, ídolo da torcida, acabou sendo vendido ao Porto por US$ 1,8 milhão (sendo que o Porto pode ter pago até US$ 6 milhões), deixando o Grêmio em junho de 1996 após marcar três gols sobre o Juventude na final do Gauchão, sem participar da campanha que consagrou o Grêmio campeão brasileiro em 1996.

### Porto
No Porto, Jardel conheceu alguns dos maiores êxitos da sua carreira. Foi vencedor da Supertaça Cândido de Oliveira na temporada 1996/97, tricampeão português em 1996–97, 1997–98, 1998–99 e vencedor da Taça de Portugal em 1997–98 e 1999–00.
Foi cinco vezes artilheiro do Campeonato Nacional, em 1996–97 (30 gols), 1997–98 (26 gols), 1998–99 (36 gols) e 1999–00 (38 gols) e 2001–02 (42 gols). Em torneios internacionais, marcou quinze vezes em 24 partidas. Essa profusão de gols foi em parte creditada a simbiose estabelecida junto ao extremo-esquerdo Ljubinko Drulović. Ainda no Porto, foi também artilheiro da Liga dos Campeões da UEFA na época de 1999–00 com 10 gols, em igualdade com Rivaldo e Raúl.
Tantos gols pelo Campeonato Português acabaram levando Jardel ao posto de principal artilheiro da Europa. Em decorrência disso, conquistou a Bota de Prata em 1997, a Bota de Ouro em 1999 e a Bota de Bronze em 2000, além de ter recebido do prêmio de maior goleador da Europa dado pela revista inglesa World Soccer.

### Galatasaray
Em 2000–2001, despediu-se do Porto e rumou ao futebol turco. Marcando cinco gols logo na estreia, destacou-se pelo Galatasaray, anotando 24 gols em 22 partidas naquela temporada, levando o clube ao vice-campeonato nacional e ao título da Supertaça Européia. Por repetitivas lesões e por problemas extracampo, sua relação com o clube de Istambul acabou sendo curta.

### Sporting
Na temporada seguinte, foi negociado com o Sporting. De volta ao país onde havia colhido tantas glórias, Jardel reencontrou o seu grande futebol. De 2001 a 2003, foi Campeão Português, vencedor da Taça de Portugal e Campeão da Supertaça. Marcou 42 gols em 30 jogos na temporada 2001–2002, recebendo novamente Bota de Ouro.
Tanto sucesso fez despertar uma série de especulações sobre o artilheiro, entre elas, o interesse de grandes clubes europeus pelo seu futebol.

### O declínio
Em julho de 2002, Jardel alegou problemas psicológicos relacionados com a ausência da Seleção Brasileira, falha na transferência para um grande europeu e a separação da sua esposa Karen Ribeiro, acabando mesmo por ser internado numa clínica em agosto. No final de setembro voltou aos treinos no Sporting. Em junho de 2003, depois de uma época com muitos conflitos com o clube e os adeptos e onde ainda assim fez 12 golos em 21 jogos,[carece de fontes?] foi acordada a rescisão do contrato por 2,5 milhões de euros.
Em agosto de 2003, assina contrato pelo Bolton da Premier League, onde jogou apenas sete partidas, sendo repassado logo em seguida ao Ancona.
Em 2004, tentou se transferir para o Corinthians, chegando a aceitar uma hipotética redução salarial. Acabou não sendo contratado, novamente por questões físicas. Acabou sendo emprestado ao Palmeiras.
A partir daí, uma porção de clubes ao redor do mundo passou a apostar no jogador tentando trazer de volta os seus grandes tempos de artilheiro. Primeiro, foi o Newell's Old Boys onde jogou três partidas. Em 2005, foi para o Deportivo Alavés.
Ainda em 2005, treinou por três dias no Nancy, da França, antes de ser anunciado como novo reforço do Ankaraspor, da Turquia. Porém, Jardel atrasou-se para viajar e a equipe turca não conseguiu inscrevê-lo a tempo de disputar o campeonato nacional. Acabou dispensado logo em seguida, sem sequer entrar em campo.
Depois de passar por Goiás em 2006 voltou ao futebol português, ao serviço do Beira-Mar.
Em entrevista ao programa Esporte Espetacular, em abril de 2008, Jardel abriu o jogo revelando que havia usado cocaína nos últimos anos e que talvez fosse esse o motivo do jogador ter perdido o seu condicionamento físico. No entanto, afirmava estar curado do vício e otimista quanto ao andamento de sua carreira.

### O ressurgimento no Criciúma
Em 2008, aos 35 anos, firmou um contrato de cinco meses com o Criciúma. Estreou no dia 5 de agosto de 2008 em pleno Estádio Heriberto Hülse em Criciúma e, aos 23 minutos do segundo tempo, marcou o segundo gol do time na vitória de 3–2.
No final da carreira, teve ainda breves passagens por Ferroviário, Flamengo (PI), Cherno More, da Bulgária, Rio Negro e Al-Taawon, da Arábia Saudita.
No dia 12 de dezembro de 2009 participou de um jogo de despedida do, agora, ex-goleiro Danrlei. Jardel fez parte do time Grêmio de 1995, que enfrentou os Amigos de Danrlei. A partida terminou 4–3 para o time de 1995, com Jardel marcando 2 gols. Antes do jogo comemorativo, Jardel deu entrevista afirmando que ainda pretende encerrar a carreira no Grêmio.

## Títulos
Vasco da Gama
- Campeonato Carioca: 1992, 1993, 1994
- Torneio João Havelange: 1993
- Taça Guanabara: 1992 e 1994
- Taça Rio: 1992 e 1993

Grêmio
- Campeonato Gaúcho: 1995, 1996
- Copa Sanwa Bank: 1995
- Recopa Sul-Americana: 1996
- Copa Libertadores da América: 1995

Porto
- Campeonato português: 1996–97,1997–98, 1998–99
- Taça de Portugal: 1997–98, 1999–00
- Supertaça de Portugal: 1996, 1998, 1999

Galatasaray
- Supercopa Europeia: 2000

Sporting de Portugal
- Campeonato Português: 2001–02
- Taça de Portugal: 2001–02

Newell's Old Boys
- Campeonato Argentino: 2005

Goiás
- Campeonato Goiano: 2006

Anorthosis Famagusta
- Copa de Chipre: 2007

### Prêmios
- IFFHS - Maior goleador do Mundo: 1999 e 2002
- Chuteira de Ouro da UEFA - Maior goleador da Europa: 1999, 2002
- Chuteira de Prata da UEFA: 1997
- Chuteira de Bronze da UEFA: 2000
- Bola de Ouro de Portugal: 1996–97, 1997–98
- Melhor jogador do Campeonato Português: 1996–97, 1998–99, 2001–02

### Artilharias
- Torneio João Havelange: 1993
- Copa dos Campeões Mundiais: 1995 (2 gols)
- Copa Libertadores: 1995
- Campeonato Português: 1996–97, 1997–98, 1998–99, 1999–00 e 2001–02
- Copa de Portugal: 1997–98, 1999–00 e 2001–02

Vice-Artilharias
- Liga dos Campeões da UEFA 1996-97: 4 Gols
- Liga dos Campeões da UEFA 2000-2001: 6 Gols

### Recordes e Marcas
- Maior artilheiro do Grêmio na Libertadores: 16 Gols [16]
- Maior artilheiro do Porto na Champions League: 19 Gols [17]
- 6° Maior Artilheiro do Campeonato Português

## Carreira política
Nas eleições estaduais de 2014, foi eleito deputado estadual à Assembleia Legislativa do Rio Grande do Sul na 54ª legislatura (2015 — 2019) pelo PSD com 41.227 votos.
Segundo o Ministério Público do Estado do Rio Grande do Sul, Jardel, juntamente com outras 10 pessoas, extorquiu funcionários, nomeou servidores-fantasmas e desviou verbas em benefício próprio. O MP ofereceu denúncia em fevereiro de 2016 como resultado da investigação deflagrada em novembro de 2015 (Operação Gol Contra), desencadeando um processo disciplinar de cassação do seu mandato. O deputado Marlon Santos, do PDT, corregedor do Parlamento estadual, afirmou que Jardel realizava atividades "incompatíveis com o decoro parlamentar". Uma outra razão citada foi o envolvimento de Jardel com o tráfico de drogas. Segundo o corregedor "Há provas cabais da utilização de carro indenizado pela Assembleia para andar com traficante de cima para baixo".
No dia 8 de junho de 2016 a Comissão de Ética da Assembleia Legislativa Gaúcha aprovou o pedido de cassação do mandato de Jardel, encaminhando o caso à Comissão de Constituição e Justiça. No início do mês de dezembro o relatório que recomendava a cassação do deputado foi aprovado pela CCJ, sendo levado ao plenário no dia 22 de dezembro de 2016 resultando na cassação por unanimidade do deputado. Em seu lugar assumiu o suplente Edu Olivera.

## Carreira televisiva
Em 2022, foi um dos cinco finalistas do reality show Big Brother Portugal, terminando a competição em 5º lugar.

## Ligações Externas
- Jardel no Instagram